# Никитюк Владислав Юрійович
Никитюк Владислав Юрійович (нар. 28 червня 1992, Київ, Україна) — український актор театру і кіно.

## Життєпис
Народився в 28 червня 1992 року в Києві. У 2013 році закінчив акторський факультет Київського національного університету театру, кіно і телебачення імені І. К. Карпенко-Карого. У студентські роки знімався у рекламі, грав у постановках у театрі.
У кінематографі дебютував у 2011 році у телесеріалі з елементами містики «Щоденники Темного». У 2013 році у фільмі «Тіні незабутих предків» виконав головну негативну роль демона Захара. Далі зіграв понад десяток ролей другого плану у телесеріалах.
Успіх до актора прийшов у 2016 році, коли він зіграв головну роль в спортивній драмі «Правило бою». Нікітюк виконав роль молодого боксера Тараса. Картина оповідає про колишнього спортсмена, який задумав зробити з сина чемпіона боїв. Тарас виступає спаринг-партнером, але раптом обставини складаються так, що хлопцю доведеться самому вийти на ринг з серйозним суперником.
Далі продовжив зніматися у телесеріалах, у деяких він виконував головні ролі. 2019-го – другорядна роль Поля у фільмі «Крути 1918».

## Фільмографія
| Рік       |   | Українська назва             | Оригінальна назва       | Роль                         |
| --------- | - | ---------------------------- | ----------------------- | ---------------------------- |
| 2011      | с | Щоденники темного            |                         |                              |
| 2013      | ф | Тіні незабутих предків       |                         | Захар                        |
| 2014      | ф | Мажор                        |                         | журналіст                    |
| 2014      | с |                              | Только не отпускай меня | адміністратор клубу          |
| 2015      | с |                              | Влюблённые женщины      | продавець                    |
| 2016      | с |                              | Дом на холодном ключе   | начальник служби безпеки     |
| 2016      | с | Якби ж то                    | Если бы да кабы         | Антон                        |
| 2016      | с | На лінії життя               | На линии жизни          | Денис Яровой (курсант)       |
| 2016      | с |                              | Письмо надежды          | Максим Кудряшов (інтерн)     |
| 2016      | с | Поганий хороший коп          | Плохой хороший коп      | Жора                         |
| 2016      | с | Провідниця                   | Проводница              | Єгор                         |
| 2016      | с | Центральна лікарня           | Центральная больница    | Олександр Вєтров (футболіст) |
| 2016      | с | Чорна квітка                 | Чёрный цветок           | Ігор                         |
| 2016—2017 | с | Райське місце                | Райское место           | Андрій                       |
| 2017      | ф | Правило бою                  |                         | Тарас                        |
| 2017      | с | Дівчина з персиками          | Девушка с персиками     | Роман Нефьодов               |
| 2017      | с |                              | Дочки-мачехи            | Іван Постніков               |
| 2017      | с | Заповіт принцеси             | Завещание принцессы     | Тео                          |
| 2017      | с |                              | Птичка певчая           | Роман                        |
| 2017      | с |                              | Радуга в небе           | поліцейський                 |
| 2017      | с | Дитина на мільйон            | Ребёнок на миллион      | Свистун (бандит)             |
| 2017      | с |                              | Схватка                 | Ігор Яковлев                 |
| 2017      | с | Танець метелика              | Танец мотылька          | Влад                         |
| 2017      | с |                              | Цветы дождя             |                              |
| 2017      | с | Що робить твоя дружина?      | Что делает твоя жена?   | Артур Гірін                  |
| 2018      | с | Ангеліна                     | Ангелина                | Ігор Коростильов             |
| 2018      | с | Смак щастя                   | Вкус счастья            | Кирило                       |
| 2018      | с | Жити заради кохання          | Жить ради любви         |                              |
| 2018      | с | Скарбниця життя              | Кладовая жизни          | Денис                        |
| 2018      | с | Спадкоємиця мимоволі         | Наследница поневоле     |                              |
| 2018      | с | Обмани себе                  | Обмани себе             |                              |
| 2018      | с |                              | Сестры по наследству    | Руслан Ткачук                |
| 2019      | ф | Генделик                     |                         |                              |
| 2019      | ф | Крути 1918                   |                         | Поль                         |
| 2019      | с | Референт                     |                         | Павло                        |
| 2019      | с | Женские секреты              |                         | Тім                          |
| 2019      | с | Таємниця Марії               |                         | Олексій Пронін               |
| 2019      | с | Швабра                       |                         | Брат Аркадія                 |
| 2020      | с | Добра Душа                   |                         | Ігор                         |
| 2020      | с | Жіночі Секрети               |                         | Тім Савицький                |
| 2020      | с | Хіба можна мріяти про більше |                         | головна роль                 |
| 2020      | с | Рись                         |                         | Саша                         |
| 2020      | с | Се ля ви                     |                         | Антон                        |
| 2020      | с | Формула счастя               |                         | Андрій                       |
| 2021      | с | Беззахисне Серце             |                         | Слава                        |
| 2021      | с | Гадалка                      |                         | Тимофій                      |
| 2021      | с | Клятва Лікаря                |                         | епізод                       |
| 2021      | с | Знайду пару коханому         |                         | Андрій Демичев               |
| 2021      | с | Трикутник Долі               |                         | Тимур                        |
| 2024      | ф | Потяг у 31 грудня            |                         | Максим                       |

## Благодійна та волонтерська діяльність
Після початку повномасштабного вторгнення Росії в Україну Владислав Никитюк долучився до активної підтримки волонтерського проєкту «Українська Галерея Перемоги» (Ukraine Victory Gallery). Проєкт об'єднує волонтерів з України, США, Європи та Грузії і спрямований на збір коштів для Збройних Сил України шляхом створення витворів мистецтва з військових артефактів. 
За словами актора, на весну 2024 року в межах проєкту було зібрано понад 885 000 доларів США. Інша оцінка свідчить, що на липень 2024 року сума перевищила 855 000 доларів США.
Проєкт передбачає публічні виставки — зокрема, весною 2024 року у Музеї-майстерні Івана Кавалерідзе — та участь близько 20 українських художників у створенні арт-об’єктів.
Крім того, Владислав Никитюк є офіційним волонтером і членом Спілки підприємців, яка об'єднує представників бізнесу і громадських організацій задля підтримки благодійних ініціатив і розвитку громадянського суспільства в Україні. Він регулярно долучається до заходів, спрямованих на допомогу військовим та постраждалим від війни, а також на відновлення культурного та соціального життя країни.
Волонтерська діяльність є важливою частиною особистої позиції актора, що підкреслює його громадянську активність та підтримку України у складний період.
Волонтерська діяльність для актора є ключовим проявом громадянської позиції та засадничою частиною його служіння країні.

## Родина
Одружена з українською акторкою Анною Гуляєвою. Вони тривалий час зустрічалися. Про одруження стало відомо у квітні 2024 року.